# اسرار رود نیل
اسرار رود نیل (انگلیسی: Mystery of the Nile) یک فیلم مستند ماجراجویی آی‌مکس به کارگردانی ژردی یومپارت است که در سال ۲۰۰۵ منتشر شد.
این فیلم دربارهٔ نخستین سفر اکتشافی موفقیت‌آمیز در تمامِ مسیرِ رودخانهٔ نیل - از سرچشمه‌اش در اتیوپی تا مدیترانه - است. سرپرست این مأموریت اکتشافی زمین‌شناسی به نام «پاسکال اسکاتورو» است که طی ۱۱۴ روز، از ۲۲ دسامبر ۲۰۰۳ تا ۲۸ آوریل ۲۰۰۴ انجام شد.